# Iglesia de la Concepción (Hinojosa de San Vicente)
La iglesia de la Concepción es un edificio religioso situado en el municipio español de Hinojosa de San Vicente, perteneciente a la provincia de Toledo (Castilla-La Mancha), cuya construcción data del siglo xvi.

## Historia y características
De estilo gótico tardío renacentista, la fábrica tiene su origen en el siglo xvi. Está constituida por una única nave de cinco tramos y una torre, con añadidos posteriores de capillas adyacentes. El retablo de la iglesia, de la primera mitad del siglo xvii, remite a rasgos de la escuela escurialense.